# Alanen (sjö i Rautavaara, Norra Savolax)
Alanen är en sjö i kommunen Rautavaara i landskapet Norra Savolax i Finland. Sjön ligger 149,9 meter över havet. Den är 10,84 meter djup. Arean är 85 hektar och strandlinjen är 5,48 kilometer lång. Sjön  ingår i Vuoksens huvudavrinningsområde.   Den ligger omkring 68 kilometer norr om Kuopio och omkring 400 kilometer norr om Helsingfors. 